# Porta Giulia (Mantova)

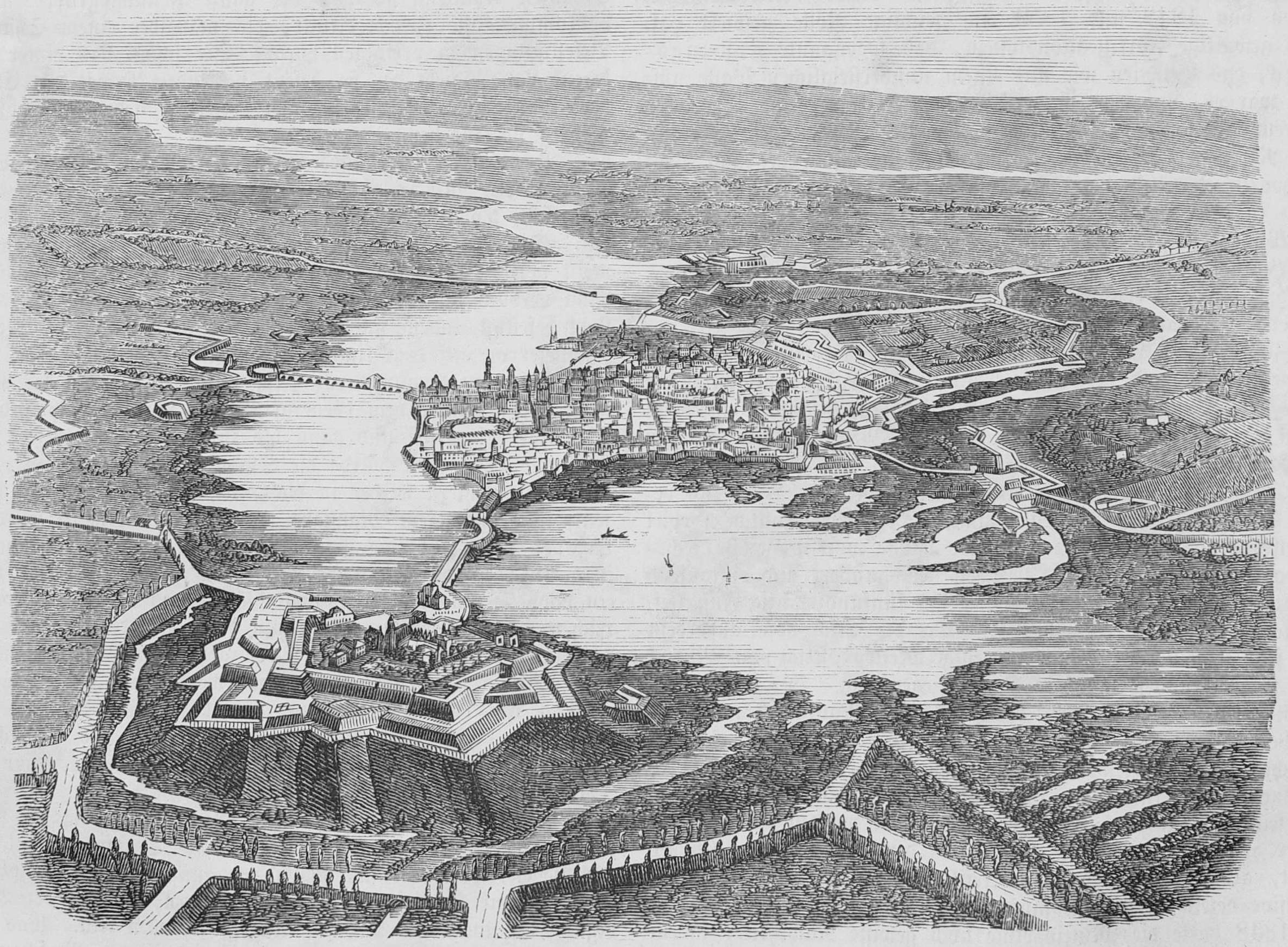
Sistema difensivo di Mantova con la "Cittadella di Porto" in primo piano, 1866.

Porta Giulia era una delle porte della città di Mantova, unica rimasta delle fortificazioni dell'epoca e considerata una delle più belle porte urbane del Rinascimento.

## Storia
Faceva parte della "Cittadella di Porto", struttura fortificata a forma pentagonale a difesa del ponte dei Mulini.
Porta Giulia, come recita una lapide posta sulla facciata interna, fu eretta dopo la morte di Federico II Gonzaga,  duca di Mantova sotto la reggenza di Margherita Paleologa e del cardinale Ercole Gonzaga.
La costruzione della porta, che riecheggia le forme di palazzo Te, venne eseguita su disegni dell'architetto ducale Giulio Romano.
Agli inizi del Settecento, con il passaggio di Mantova in mano austriaca, le difese vennero potenziate. La "Cittadella di Porto" fu attiva sino al 1866, quando Mantova venne annessa al Regno d'Italia e perse il suo ruolo strategico-militare.

## Descrizione
Le facciate esterne della costruzione, simili a una porta trionfale romana, presentano quattro lesene doriche di marmo che sorreggono una trabeazione con triglifi e metope, sulla quale si articolano il timpano triangolare e due attici sovrapposti.  Al centro si apre il portale ad arco, sovrastato da una lapide e stemma e sui lati due aperture più piccole. Il corpo di fabbrica superiore fungeva in origine da postazione di avvistamento. Le porte davano accesso agli ambienti laterali destinati ad ospitare le postazioni per le artiglierie, le stanze del corpo di guardia e i magazzini.